# São José do Ouro
São José do Ouro is een gemeente in de Braziliaanse deelstaat Rio Grande do Sul. De gemeente telt 7.190 inwoners (schatting 2009).

## Aangrenzende gemeenten
De gemeente grenst aan Barracão, Cacique Doble, Machadinho, Santo Expedito do Sul en Tupanci do Sul.

## Galerij

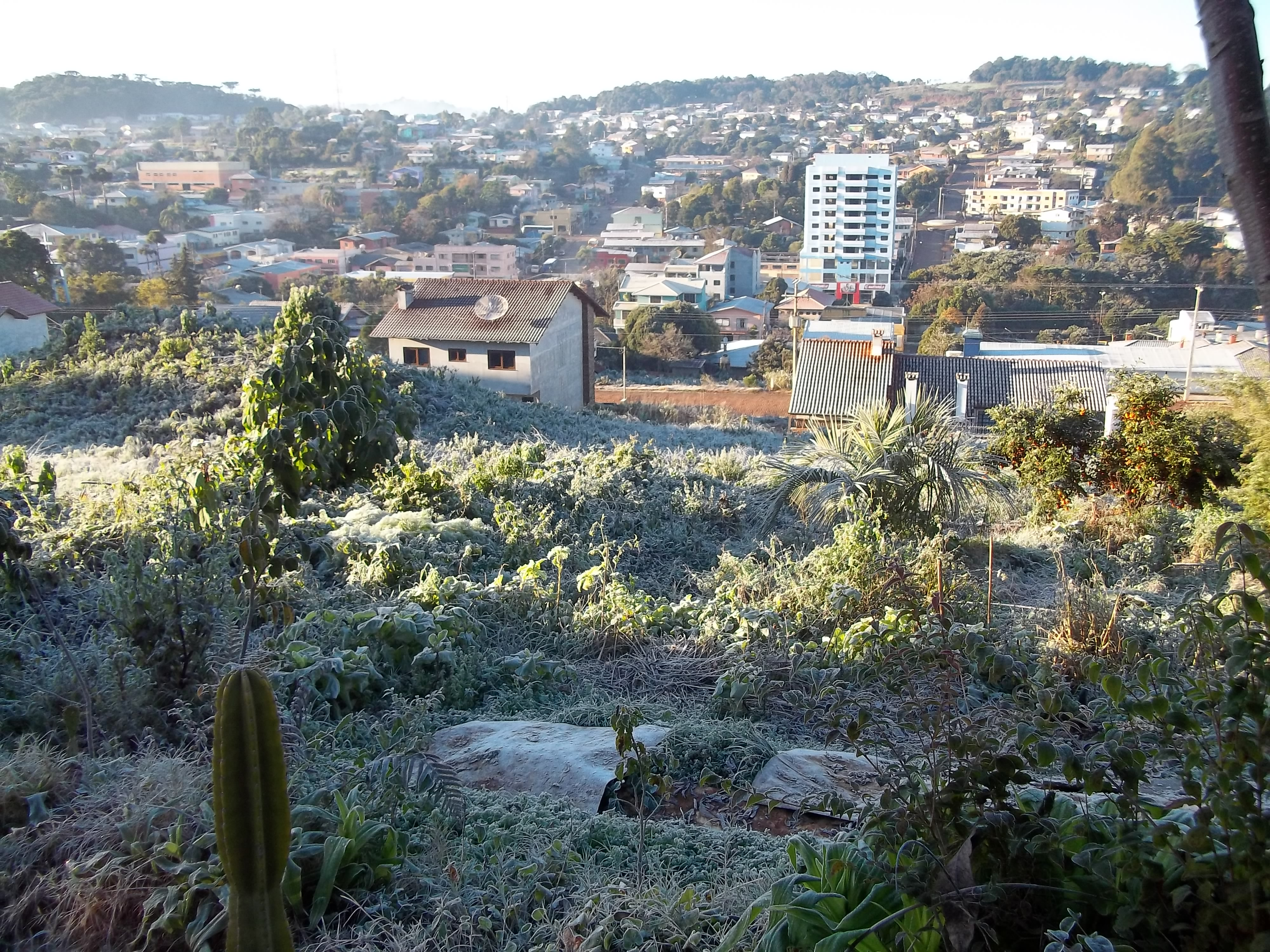
Uitzicht over Altos da Boa Esperanza (São José do Ouro)
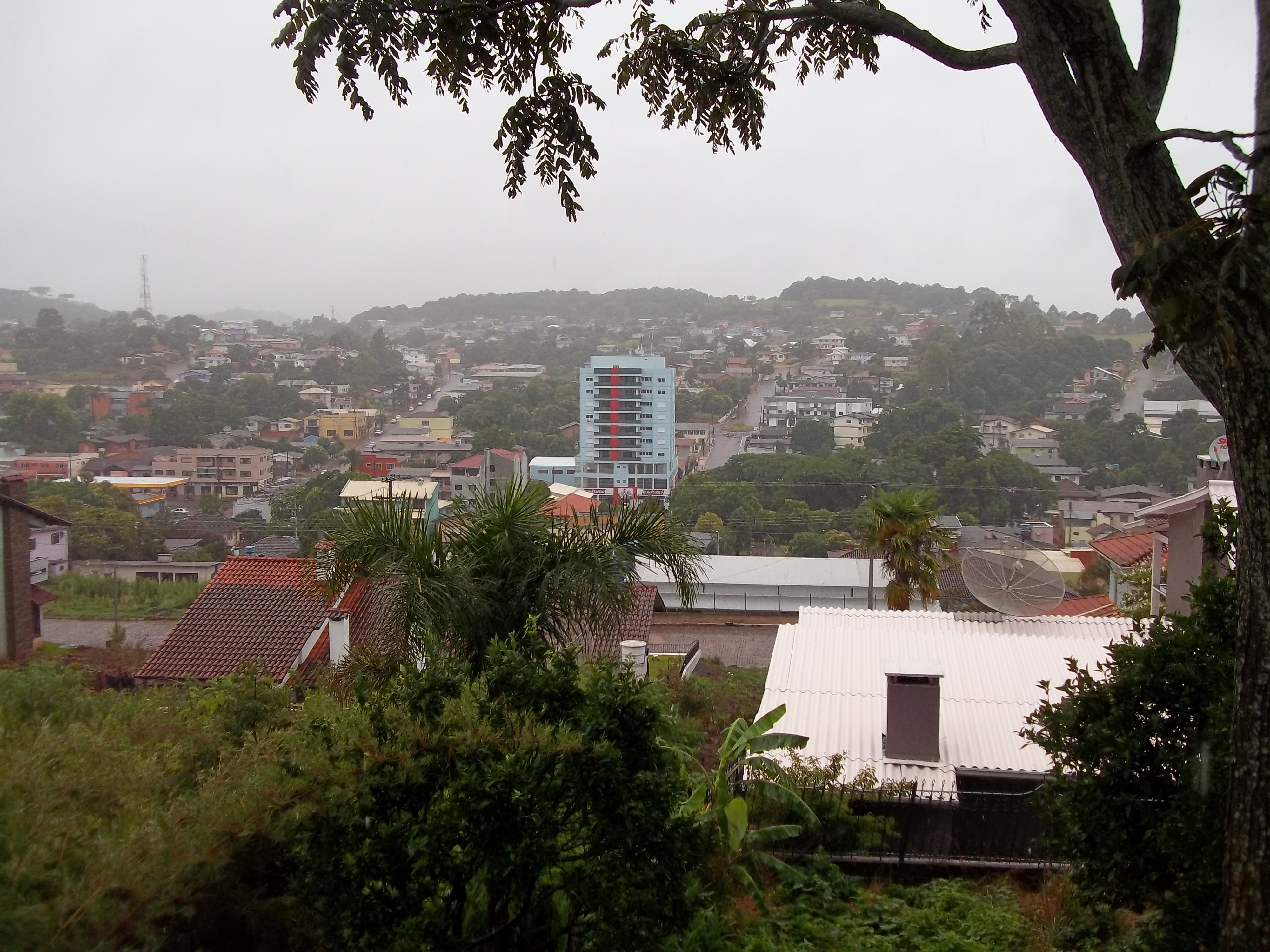
Uitzicht over Altos da Boa Esperanza
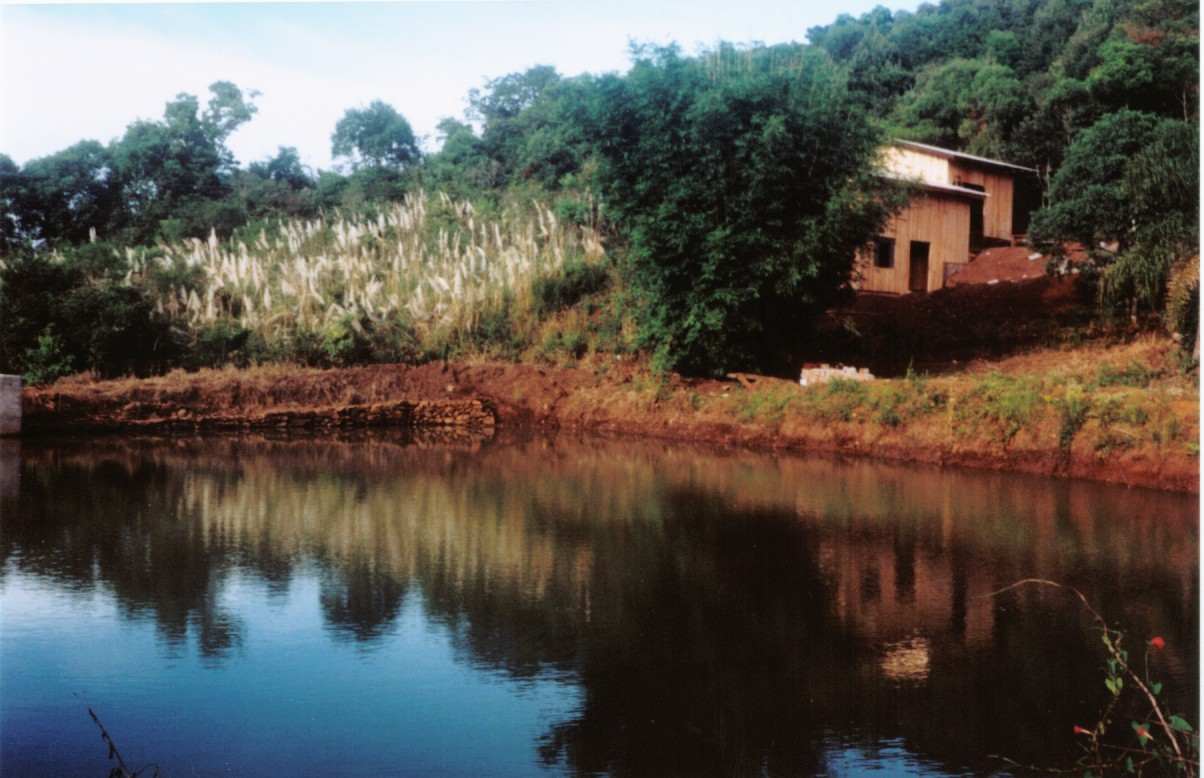
Alambique do Vazata